# Brett Dalton
Brett Dalton (San Jose, 7 januari 1983) is een Amerikaanse acteur.

## Carrière
Dalton maakte in 2007 zijn debuut als acteur met de televisiefilm Nurses. Daarna studeerde hij af in beeldende kunst aan de Yale-universiteit, waar hij in 2011 zijn mastergraad behaalde. In november 2012 werd Dalton gecast voor de rol van agent Grant Ward in televisieserie Agents of S.H.I.E.L.D. Daarvoor speelde hij gastrollen in de televisieseries Blue Bloods en Army Wives. In 2013 speelde Dalton de rol van Robert Todd Lincoln in de door Tony en Ridley Scott geproduceerde film Killing Lincoln.

## Filmografie
| Jaar      | Titel                  | Rol                 | Opmerking                       |
| --------- | ---------------------- | ------------------- | ------------------------------- |
| 2007      | Nurses                 | Dr. Kurt Taylor     | tv-film                         |
| 2010      | 1:00am Games           | Travis              | korte film                      |
| 2012      | Blue Bloods            | Phillip Gibson      | aflevering: "Collateral Damage" |
| 2012      | Army Wives             | Beach Runner        | aflevering: "Fatal Reaction"    |
| 2013      | Killing Lincoln        | Robert Todd Lincoln | tv-film                         |
| 2013      | Beside Still Waters    | James               | postproductie                   |
| 2013–2018 | Agents of S.H.I.E.L.D. | Agent Grant Ward    | tv-serie                        |

## Video Games
| Jaar | Titel      | Rol  | Opmerking |
| ---- | ---------- | ---- | --------- |
| 2015 | Until Dawn | Mike | Hoofdrol  |

- Gemeinsame Normdatei: 1144554454
- Library of Congress Control Number: no2014154952
- Virtual International Authority File: 311781838
- WorldCat: E39PBJgmRkMqQRJBfR93pXrg8C